# Юзеф Сасін
Юзеф Сасін (пол. Józef Sasin; 19 січня 1934, Вигода) — польський генерал комуністичної держбезпеки, високопоставлений функціонер Служби безпеки МВС ПНР. Керував економічними підрозділами СБ, у 1981—1989 роках — начальник V департаменту СБ МВС. Брав активну участь у репресіях проти опозиції, організовував «зимові табори» для інтернованих при воєнному стані. У Третій Речі Посполитій зайнявся бізнесом. Фігурував у справі про вбивство коменданта поліції Марека Папали. Притягнутий до суду за участь у репресіях, у 2018 році визнаний винним і засуджений до двох років ув'язнення.

## Оперативник у Щецині
Народився у селянській сім'ї з Люблінського воєводства. У 19-річному віці вступив на службу до органів держбезпеки безпеки ПНР. У 1954—1956 роках служив у щецинських управліннях MBP і KdsBP, спеціалізувався на промисловій контррозвідці. З 1957 року — офіцер-оперативник Щецинської воєводської комендатури громадянської міліції. Перебував в урядущій компартії ПОРП.

## Керівник у Варшаві
З 1970 року Юзефа Сасіна переведено у центральний апарат Служби безпеки (СБ МВС). До 1972 року служив у 6 відділі III департаменту — оперативний контроль над економічними об'єктами. У 1973—1974 роках прослухав спецкурс у Вищій школі КДБ СРСР.
Юзеф Сасін обіймав керівні посади в кількох підрозділах РБ МВС. У 1976—1979 роках очолював 7 відділ III (політичного) департаменту — на той час з контролю над підприємствами транспорту та зв'язку. З 1979 року перейшов до Департаменту IIIA — оперативного контролю над економікою. Був начальником 7 відділу — з транспорту, зв'язку та банків, з жовтня 1980 року — заступник начальника департаменту Владислава Цястоня. З 1 грудня 1981 року, після призначення генерала Цястоня начальником СБ, Юзеф Сасін у званні полковника очолив департамент, перенумерований з IIIA до V.
Після введення воєнного стану 13 грудня 1981 року полковник Сасін за дорученням заступника міністра внутрішніх справ Богуслава Стахури очолив спеціальну групу контролю та протидії підпільній «Солідарності». Також займався організацією таборів для інтернованих опозиціонерів.
24 серпня 1989 року, при формуванні некомуністичного уряду Тадеуша Мазовецького, генерал бригади Сасін був призначений начальником нового департаменту економічної безпеки МВС. 4 травня 1990 року відправлений у відставку.

## У бізнесі та криміналі
Після зміни суспільно-політичної системи у Польщі Юзеф Сасін активно зайнявся бізнесом. Він вважається людиною, яка «контролювала гроші СБ», і тому економічно надзвичайно впливовою. Представляв у Польщі інтереси Едварда Мазура — американського підприємця польського походження з авантюрною репутацією, колишнього агента контррозвідки ПНР.
Сасін фігурував у справі про вбивство коменданта поліції Марека Папали 1998 року (вважається, що Сасін — останній, хто бачив Папалу живим). Злочин залишається наразі нерозкритим. В організації вбивства звинувачувався Едвард Мазур.

## Суд і вирок
У 2012 році Юзефа Сасіна притягнули до судової відповідальності за жорстокі умови тримання інтернованих й інших ізольованих під час воєнного стану. Встановлено, що понад триста активістів «Солідарності», формально покликаних на військові навчання, у 1982—1983 роках на полігоні поблизу Хелмно тримали на морозі та залучали до примусової праці згідно з директивами СБ.
Суд вважав звинувачення доведеними. 22 лютого 2018 року Юзефа Сасіна та Владислава Цястоня засудили до двох років тюремного ув'язнення. При цьому Сасін висловив сподівання, що йому не доведеться реально перебувати у в'язниці.

## Син
Син Юзефа Сасіна — Яцек Сасін — відомий художник-графік, карикатурист і видавець. Хрещеним батьком Яцека Сасіна є Едвард Мазур.